# Usoos
Usoos (XXVIII secolo a.C.) è stato un sovrano e navigatore fenicio, primo re di Tiro.
Secondo la leggenda, trasmessa da Filone di Biblo secondo Sancuniatone, Usoos sarebbe stato l'inventore della navigazione del mare e dell'abbigliamento con pelli di animali e, in competizione con il fratello Hypsuranios, avrebbe conquistato il territorio di Tiro, fondando la città.